# کرم‌زدایی انبوه
کرم‌زدایی انبوه (به انگلیسی: Mass deworming)، که شیمی‌درمانی پیشگیرانه نیز نامیده می‌شود، فرایند درمان تعداد زیادی از افراد، به ویژه کودکان، برای بیماری‌های کرمی (به عنوان مثال کرم‌های منتقله از خاک (STH)) و تب حلزون در مناطق با شیوع بالای این موارد است. شرایط آن دربر گرفتن رفتار با همه - اغلب با همه کودکانی که در مدرسه تحصیل می‌کنند، استفاده از زیرساخت‌های موجود برای صرفه‌جویی در هزینه - به جای آزمایش اول و سپس تنها درمان انتخابی است. عوارض جانبی جدی هنگام تجویز دارو به افراد بدون کرم گزارش نشده‌است، و آزمایش عفونت چندین برابر گرانتر از درمان آن است؛ بنابراین، با همان مقدار پول، کرم‌زدایی انبوه می‌تواند افراد بیشتری را به‌طور مقرون‌به‌صرفه‌تری نسبت به کرم‌زدایی انتخابی درمان کند. کرم‌زدایی انبوه یکی از نمونه‌های تجویز انبوه دارو است.